# Liste des accidents ferroviaires en France en 1932
Pour des articles plus généraux, voir Liste des accidents ferroviaires en France, Liste des accidents ferroviaires en France au XXe siècle et Liste des accidents ferroviaires en France dans les années 1930.
La liste des accidents ferroviaires en France en 1932, est une liste non exhaustive, chronologique par mois.

## Janvier
- 17 janvier 1932. À l'entrée de la gare de Saint-Just-en-Chaussée, l'omnibus Paris-Abbeville déraille à 19 heures 10. Des voitures de 3e classe complètement disloquées, et de la cabine d'aiguillage qu'elles ont écrasée, on tirera onze morts et une quinzaine de blessés. Sur les causes de l'accident, l'enquête ne tranchera pas entre une rupture d'essieu ou un écartement de la voie[1].

## Février

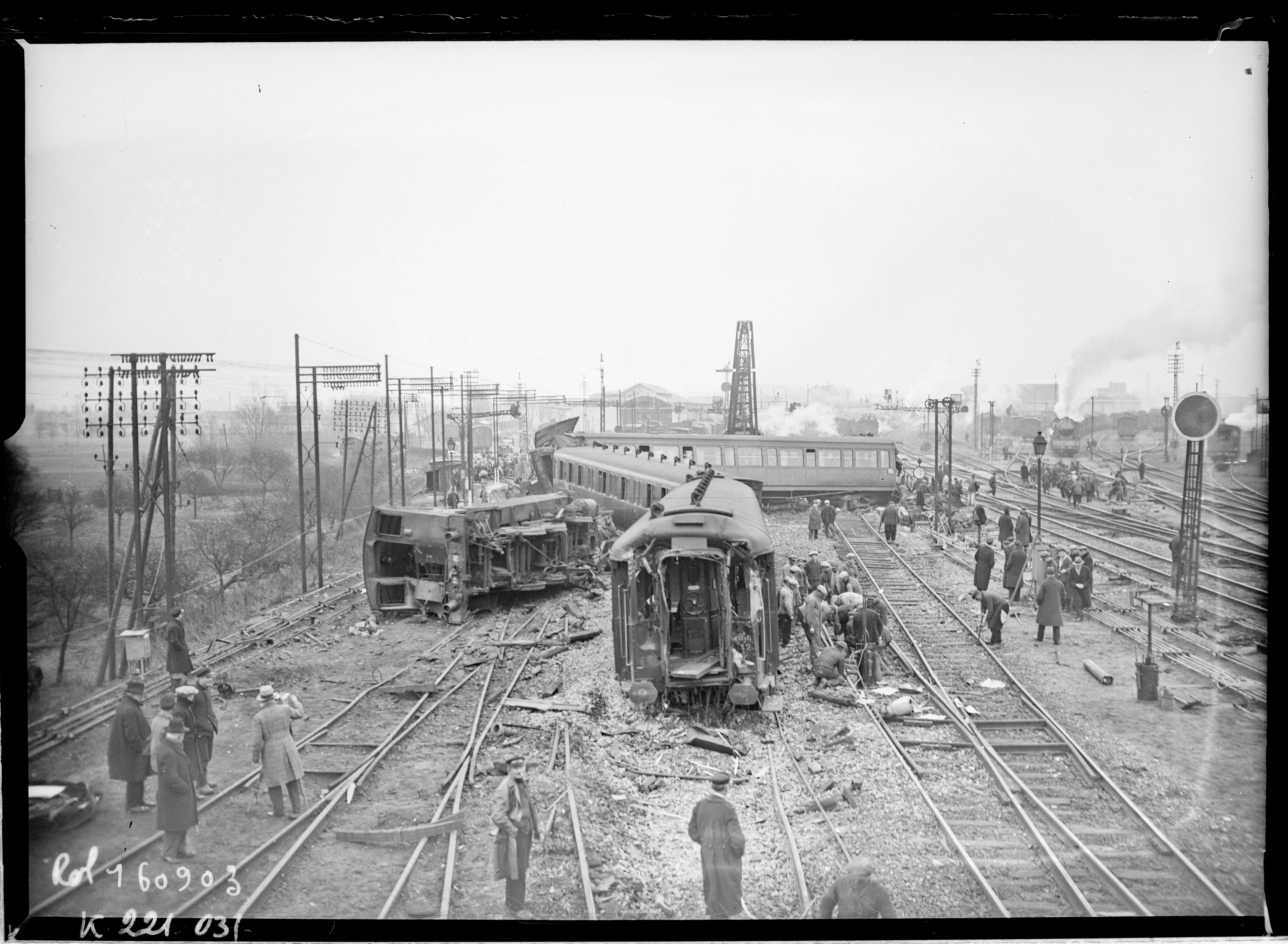
L'accident de Montereau le 1/2/1932.

- 1er février 1932. À Montereau, vers 9 heures 15, le train Paris-Milan heurte une machine de manœuvre. La locomotive se couche, et les trois voitures de tête la télescopent. L'accident fera deux morts, le chauffeur du rapide et un employé des Postes, et quatorze blessés[2].
- 22 février 1932. Sur la ligne de Verdun à Hagondange, vers minuit, un train de marchandises déraille après son départ de Verdun par suite d'une rupture d'attelage à la sortie du tunnel de Tavannes dans la montée vers Eix. Des wagons dévalent la pente et se brisent. Un conducteur[a] est tué[3].

## Mars
- 26 mars 1932. Sur la ligne Strasbourg-Saint-Dié, vers 6 heures, avant la gare d'Hersbach à la suite de la rupture d'un de ses essieux, une voiture mixte de première et deuxième classe (vide) du train allant de Saales à Strasbourg heurte au passage un butoir et est projetée sur une voiture de troisième classe bondée, faisant un mort et trois blessés[4].

## Mai
- 21 mai 1932. À l'entrée en gare de Sarrebourg, en courbe prononcée, vers 19 heures 40, l'express Bâle-Luxembourg-Ostende ne ralentit pas suffisamment. La machine et les fourgons se renversent, trois voitures déraillent. Le mécanicien est tué, le chauffeur et un voyageur sont grièvement blessés. D'autres voyageurs sont contusionnés[5].

## Octobre
- 1er octobre 1932. Le tramway à vapeur départemental allant de Montauban à Monclar-de-Quercy déraille vers 10 heures 30 peu après son départ de Montauban. Le mécanicien, écrasé sous la machine renversée, est tué; le chauffeur est blessé, et les voyageurs sont indemnes[6].
- 16 octobre 1932. Sur la ligne de Lison à Lamballe, vers 17 heures 50, à son entrée en gare de Cérences, un train de voyageurs allant de Folligny vers Saint-Lô tamponne un train de marchandises en manœuvre. On dénombrera huit morts et dix-neuf blessés[7].

## Novembre
- 1er novembre 1932. À Dijon, les barrières du passage à niveau de la rue d'Auxonne sur la ligne Dijon-Is-sur-Tille sont restées ouvertes lorsque survient, vers 16 heures 30,l'express Nancy-Saincaize, qui écrase un piéton et percute la plateforme arrière d'un tramway, tuant trois de ses passagers et en blessant trois autres[8].
- 18 novembre 1932. Au matin, les freins d'un tramway de la ligne Neufchef-Hayange (Moselle) lâchent dans une descente, et il déraille sur un passage à niveau avec une ligne de chemin de fer, percutant un pylône en se renversant. Sur les soixante-dix passagers, deux seront tués, vingt-cinq blessés[9].

## Décembre
- 16 décembre 1932. Sur la ligne de Quillan (Aude) à Rivesaltes (Pyrénées-Orientales), au passage à niveau de la gare de Maury, un automobiliste défonce les barrières juste avant le passage de l'omnibus Quillan-Perpignan, qui déraille sur les débris. Les deux machines se renversent, et une voiture de troisième classe est broyée. Bilan : sept morts et vingt blessés[10],[11].